# 熙河之役
熙河之役是北宋與吐蕃之間的一場戰役，此役開始熙河開邊。
治平二年（1065年）十月唃厮啰病逝，第三子董毡继位。王韶向朝廷献上《平戎策》，提出了“欲取西夏，先复河湟”的主张。熙寧六年（1073年）二月，王韶發兵攻打河州，斬殺木征部眾千餘人，俘獲木征之妻瞎天牟與子續木洛，兵荒馬亂之際，木征逃走。不久木征又夺回河州。王韶退回熙州。八月，王韶领兵过冶木河谷，入洮州界，擊敗木征之弟巴珍觉，斷木征之後援。木征又撤出河州。
熙宁七年（1074年）二月，木征邀结董毡、青宜结鬼章入侵河州，景思立轻敌，戰敗而死。河州被围。當時王韶人在开封，得知河州被围，与李宪領兵二萬人疾驰熙州，至宁河（今和政县），木征退去。王韶帶兵前往白城，杀7000余人，木征投降，赐名赵思忠。
元祐二年（西夏天儀治平元年、1087年）四月，西夏因与北宋划分疆界发生争议，发兵攻掠北宋泾原路。五月，西夏国相梁乙逋贿使厚礼，约吐蕃首领阿里骨（董毡的养子）同时发兵攻宋，商定所得宋地，以熙州（今甘肃省临洮县）、河州（今甘肃省临夏市）、岷州（今甘肃岷县）三州归吐蕃，以兰州（今甘肃省兰州市）、定西城（今甘肃省定西县南）归西夏。阿里骨率吐蕃兵攻下洮州（今甘肃省临潭县）。梁乙逋率数万西夏军出河州，两军会合，一起包围南川寨（今甘肃东乡族自治县西南），连攻八月未下。宋哲宗命洮西守将刘舜卿、王光祖、王赡、姚兕、种谊等率军救援。寨中军民士气大振，奋力抗击。梁乙逋等攻城不克，引兵东进，转攻定西城，设伏诱宋兵出战，击败宋军，杀死宋都监吴猛等。七月，梁乙逋再次派监军仁多保忠进攻泾原，派大首领嵬名阿吴入青唐（今青海省西宁市），约阿里骨和青宜结鬼章联兵攻宋。八月，梁乙逋集中十二监军司兵屯聚天都山（今宁夏海原县），直逼兰州。阿里骨发兵十五万围困河州，鬼章引兵二万进入常家山（今甘肃省临洮县西南）大城洮州，自率军五万，约在熙州东王家平相聚。梁乙逋造浮桥以通兵路。宋朝军器监游师雄见西夏、吐蕃军势盛，建议知州刘舜卿以西夏、吐蕃军劳师远来、立足未稳，先发制人，刘舜卿命都部署姚兕、知洮州种谊分兵两路，沿洮水急进。姚兕于洮水西，破吐蕃六逋宗城（当在甘肃省临洮县西南），击杀一千五百余众，乘胜转攻讲朱城（今甘肃省夏河县东北），派兵自间道北上，焚黄河浮桥，截断鬼章救援通路，使青唐吐蕃十万大军不能渡河。种谊部沿洮河东侧南下，出哥龙谷（今甘肃省岷县东北境），迎击通远吐蕃兵，断其与洮州的联系。宋朝主力夜间抢渡洮水，兵临洮州城下，乘鬼章不备，一举破城。擒获鬼章青宜结及西蕃首领五人，杀吐蕃军数千，获牛、羊、器械、粮草万计，余众弃城溃逃，渡洮水时又溺死数千，梁乙逋见西蕃军失利，引兵退还。